# 国际合作社联盟

联盟1925年起采纳的旗帜，目前新的旗帜参见ICA官方网站

国际合作社联盟（ICA）是一个非政府组织。它的目标是团结、服务和代表世界各地的合作社以及合作社运动。国际合作社的的服务内容涵盖农业、金融、渔业、卫生、住房、工业、保险、旅游和消费等各个领域。目前国际合作社联盟拥有318个会员组织，分布在88个国家，代表这世界各地8亿多人口。

## 联盟机构
联盟由20名成员组成的理事会负责运转，向代表大会负责，此外还有四个地区性代表大会：
- 亚洲-太平洋 ICA
- 非洲 ICA
- 欧洲合作社
- 美洲 ICA

另设有审计和管理委员会，以及其他分类和专题委员会。
截至2010年1月，国际合作社联盟共拥有来自89个国家的240个合作社成员组织，其中211个正式会员，29个准会员。二者的主要区别在于正式会员享有联盟组织的“充分参与权”，准会员一般在投票权等方面受到限制（资料来源：ICA－Digest－68，January 2010）。
中国大陆地区的中华全国供销合作总社是其会员单位。

## 联盟原则
根据2003年9月4日国际合作社联盟全球大会通过的《国际合作社联盟章程》，国际合作社联盟的宗旨如下：
1. 入社自愿和开放办社
2. 社员民主管理
3. 社员经济参与
4. 独立性与自主性
5. 教育、培训与信息
6. 合作社间的合作
7. 关注社区